# Wielersport op de Olympische Zomerspelen 2020 – teamsprint vrouwen
De teamsprint voor de vrouwen op de Olympische Zomerspelen 2020 vond plaats op maandag 2 augustus 2021 in de Velodroom van Izu. Het goud ging naar de Chinese vrouwen Bao Shanju en Zhong Tianshi.

## Resultaten

### Kwalificatie
| rang | land            | rijders                                 | tijd   | Opmerking |
| ---- | --------------- | --------------------------------------- | ------ | --------- |
| 1    | Duitsland       | Lea Friedrich Emma Hinze                | 32,102 |           |
| 2    | China           | Bao Shanju Zhong Tianshi                | 32,135 |           |
| 3    | Nederland       | Laurine van Riessen Shanne Braspennincx | 32,465 |           |
| 4    | Russische ploeg | Darja Sjmeleva Anastasia Vojnova        | 32,476 |           |
| 5    | Mexico          | Daniela Gaxiola Yuli Verdugo            | 33,097 |           |
| 6    | Polen           | Marlena Karwacka Urszula Łoś            | 33,244 |           |
| 7    | Litouwen        | Miglė Marozaitė Simona Krupeckaitė      | 33,276 |           |
| 8    | Oekraïne        | Ljoebov Basova Olena Starikova          | 33,542 |           |

### Eerste ronde
- Op basis van de kwalificatie werden de series ingedeeld. De winnaars van elke serie plaatsten zich voor de finales. De snelste twee winnaars plaatsten zich voor de strijd om olympisch goud. De andere twee winnaars streden om brons.

| rang | serie | land            | rijders                                 | tijd   | Opmerking |
| ---- | ----- | --------------- | --------------------------------------- | ------ | --------- |
| 1    | 3     | China           | Bao Shanju Zhong Tianshi                | 31,804 | F, WR     |
| 2    | 4     | Duitsland       | Lea Friedrich Emma Hinze                | 31,905 | F         |
| 3    | 1     | Russische ploeg | Darja Sjmeleva Anastasia Vojnova        | 32,249 | BF        |
| 4    | 2     | Nederland       | Shanne Braspennincx Laurine van Riessen | 32,308 | BF        |
| 5    | 1     | Mexico          | Daniela Gaxiola Yuli Verdugo            | 32,701 |           |
| 6    | 3     | Litouwen        | Simona Krupeckaitė Miglė Marozaitė      | 32,827 | NR        |
| 7    | 2     | Polen           | Marlena Karwacka Urszula Łoś            | 33,022 |           |
| 8    | 4     | Oekraïne        | Ljoebov Basova Olena Starikova          | 33,285 |           |

### Finales
| rang            | land            | rijders                                 | tijd   | Opmerking |
| --------------- | --------------- | --------------------------------------- | ------ | --------- |
| Finale          |                 |                                         |        |           |
| Goud            | China           | Bao Shanju Zhong Tianshi                | 31,895 |           |
| Zilver          | Duitsland       | Lea Friedrich Emma Hinze                | 31,980 |           |
| Bronzen finale  |                 |                                         |        |           |
| Brons           | Russische ploeg | Darja Sjmeleva Anastasia Vojnova        | 32,252 |           |
| 4               | Nederland       | Shanne Braspennincx Laurine van Riessen | 32,504 |           |
| Om plaats vijf  |                 |                                         |        |           |
| 5               | Litouwen        | Simona Krupeckaitė Miglė Marozaitė      | 32,808 | NR        |
| 6               | Mexico          | Daniela Gaxiola Yuli Verdugo            | 33,168 |           |
| Om plaats zeven |                 |                                         |        |           |
| 7               | Polen           | Marlena Karwacka Urszula Łoś            | 33,054 |           |
| 8               | Oekraïne        | Ljoebov Basova Olena Starikova          | 33,691 |           |

2012: Welte, Vogel ·
2016: Gong, Zhong ·
2020: Bao, Zhong ·
2024: Capewell, Finucane, Marchant